# Bursa Atatürk Stadı
Das Bursa Atatürk Stadı (auch Bursa Atatürk Stadyumu, deutsch Bursa-Atatürk-Stadion) war ein Fußballstadion mit Leichtathletikanlage in der türkischen Stadt Bursa. Es war von 1979 bis 2016 die Heimstätte des Fußballvereins Bursaspor. Das Stadion hatte eine Kapazität für 25.661 Zuschauer. Die türkische Fußballnationalmannschaft schaffte es in diesem Stadion, Nationalmannschaften wie Deutschland, die Niederlande und Irland zu besiegen.
Das Stadion wurde aber auch für andere Zwecke wie Nationalfeste oder Leichtathletikwettbewerbe verwendet. Nach der Meisterschaft von Bursaspor in der Spielsaison 2009/10 und der folgenden Direktqualifikation zur Champions League, war die Vereinsführung gezwungen das Stadion in einen UEFA-konformen Zustand zu bringen, um die Spiele der UEFA Champions League 2010/11 im heimischen Stadion austragen zu können. Unmittelbar nach dem Saisonfinale haben Mitte Mai die Umbaumaßnahmen begonnen, die am 12. August 2010 erfolgreich abgeschlossen wurden. Im Zuge der Umbau- und Renovierungsarbeiten wurde die Kapazität auf 25.661 Plätze aufgestockt.
Da das Bursa Atatürk Stadı weder in Komfort noch von der Kapazität für Erstligafußball ausreichte, wurde ein neues Stadion mit einer Zuschauerkapazität von 45.000 Zuschauern gebaut. Die Timsah Arena (deutsch Krokodil-Arena) wurde am 21. Dezember 2015 eröffnet und ist seitdem im Spielbetrieb. So war u. a. der Krokodilkopf an der Nordseite des Stadions seit Dezember 2016 im Bau. Im Mai 2018 waren alle Arbeiten am Stadion abgeschlossen. Es ist das erste Stadion der Welt in Form des Vereinsmaskottchens.
Das Bursa Atatürk Stadı wurde 2016 zugunsten einer Parkanlage abgerissen.